# Ağa Yusuf Paša
Ağa Yusuf Paša, známý také jako Gürcü (Gruzínec) Yusuf Pasha byl vojenský vojevůdce a osmanský velkovezír na počátku 18. století.
Yusuf Paša byl gruzínského původu a prošel systémem devširme. V roce 1710 byl jmenován janičárským agou a velitelem janičárských vojsk. Jako vojenský vůdce vynikl během výpravy kolem řeky Prut. Po uzavření dohody mezi Petrem Velikým a Osmanskou říší v roce 1711 mu bylo povoleno doprovodit švédského krále Karla XII. zpět do Švédska. Následujícího roku byl Yusuf jmenován velkovezírem. Přestože byl skvělým vojevůdcem, schopnosti státníka neměl. Když car Petr Veliký odmítl povolit volný průchod švédského krále přes svou zemi do Osmanské říše, rozhodl se sultán Ahmed III. vyhlásit Rusku válku. Yusuf se tento krok snažil sultánovi rozmluvit a doufal, že car Petr nakonec ustoupí. Car byl však nadále neústupný a rozzlobený sultán Yusufa zbavil funkce dne 11. listopadu 1712. Následně byl vyhoštěn na ostrov Rhodos, kde byl zanedlouho popraven.